# Зупан, Матьяж
Ма́тьяж Зу́пан (словен. Matjaž Zupan; род. 27 сентября 1968 года) — словенский прыгун с трамплина и тренер. Серебряный призёр Олимпиады в Калгари в командном первенстве.

## Карьера
В Кубке мира Матьяж Зупан дебютировал в 13 декабря 1986 на этапе в американском Лейк-Плесиде, где занял 14-е место, сразу набрав кубковые очки. В том же сезоне на чемпионате мира 1987 года в западногерманском Оберстдорфе занял 4-е место на большом трамплине. Этот результат оказался для Зупана лучшим в карьере. В конце дебютного сезона на домашнем этапе в Планице Матьяж единственный раз в карьере пробился на подиум кубкового этапа, став вторым после норвежца Оле Фидьестоля.
На Олимпийских играх в Калгари Зупан был 16-м на нормальном трамплине, девятым на большом, а в командном турнире на большом трамплине сборная Югославии заняла второе место, уступив 9 баллов команде Финляндии.
На двух следующий Олимпиадах Зупан выступал уже под флагом Словении. В Альбервиле словенцы не защитили своё командное серебро, став шестыми, а в личных турнирах на нормальном и большом трамплинах Матьяж занимал 18 и 27 места соответственно. На Играх в Лиллехаммере был 33-м на большом трамплине и девятым в составе команды.
После завершения спортивной карьере Матьяж Жупан перешёл на тренерскую работу. С 1996 года он занимал пост помощника главного тренера сборной Словении Хайнца Коха, а в 1999 году стал главным тренером команды. Под его руководством словенцы завоевали бронзу в командном турнире на Играх в Солт-Лейк-Сити, а Рок Бенкович стал чемпионом мира на нормальном трамплине в 2005 году.
В 2006 году на посту тренера словенцев Жупана сменил Вася Байц, а сам Матьяж возглавил чешскую команду, с которой проработал три сезона. В 2009—2011 годах вновь возглавлял сборную Словении, но успехов с ней не добился и был заменён Гораном Янусом. С 2011 по 2014 год работал со сборной Франции, а после сочинской Олимпиады возглавил сборную России, с которой проработал два сезона. 
В 2017 году возглавил сборную Болгарии, также являясь личным тренером Владимира Зографски.